# 莫爾登 (英國)
莫爾登（英語： /ˈmɔːldən/）是英國的一個城鎮，位於英格蘭埃塞克斯郡。莫爾登是莫爾登區的行政中心，這一地名首次出現在記載是在913年。這裡的首條鐵路開通於1846年。